# Scalix
Scalix est une solution logicielle serveur libre de messagerie et de travail collaboratif tournant sur Linux, et publié sous la licence publique Scalix. Avant que le code ne soit publié sous cette licence, le logiciel était propriétaire.
Il était basé à l’origine sur HP OpenMail, dont une licence avait été obtenue d’Hewlett Packard. Il fournit des services de messagerie électronique, de calendriers, et autres logiciels collaboratifs qui sont un standard en matière de groupware. Il est possible d’y accéder depuis différents clients, dont les plus répandus Microsoft Outlook, Novell Evolution et le Scalix Web Access, un  client web AJAXifié qui combine les fonctions d’un client lourd avec la simplicité d’utilisation d’un navigateur web.
Scalix était à l’origine développé par Scalix Corporation, société basée à San Mateo en Californie (États-Unis), avec des bureaux à New York, en Allemagne, au Royaume-Uni, en Malaisie et au Japon ; ils avaient également signé des contrats en Inde, Russie et au Royaume-Uni. En juillet 2007, l’entreprise a été rachetée par Xandros,.

## Licence logicielle
La licence publique Scalix (SPL, Scalix Public License) est dérivée de la licence publique Mozilla (MPL) ; les modifications n’ont pas reçu l’aval de l’Open Source Initiative. La SPL ajoute un codicille (exhibit b) à la MPL qui requiert que tous les produits dérivés du code source Scalix arborent un logo Scalix qui renvoie vers le site web de Scalix, ainsi qu’une note de droit d’auteur « de la même forme que dans la dernière version du code concerné distribué par Scalix au moment de la distribution d’une telle copie ».[réf. nécessaire]

## Source
- (en) Cet article est partiellement ou en totalité issu de l’article de Wikipédia en anglais intitulé « Scalix » (voir la liste des auteurs).